# Pierre-Jules Hetzel

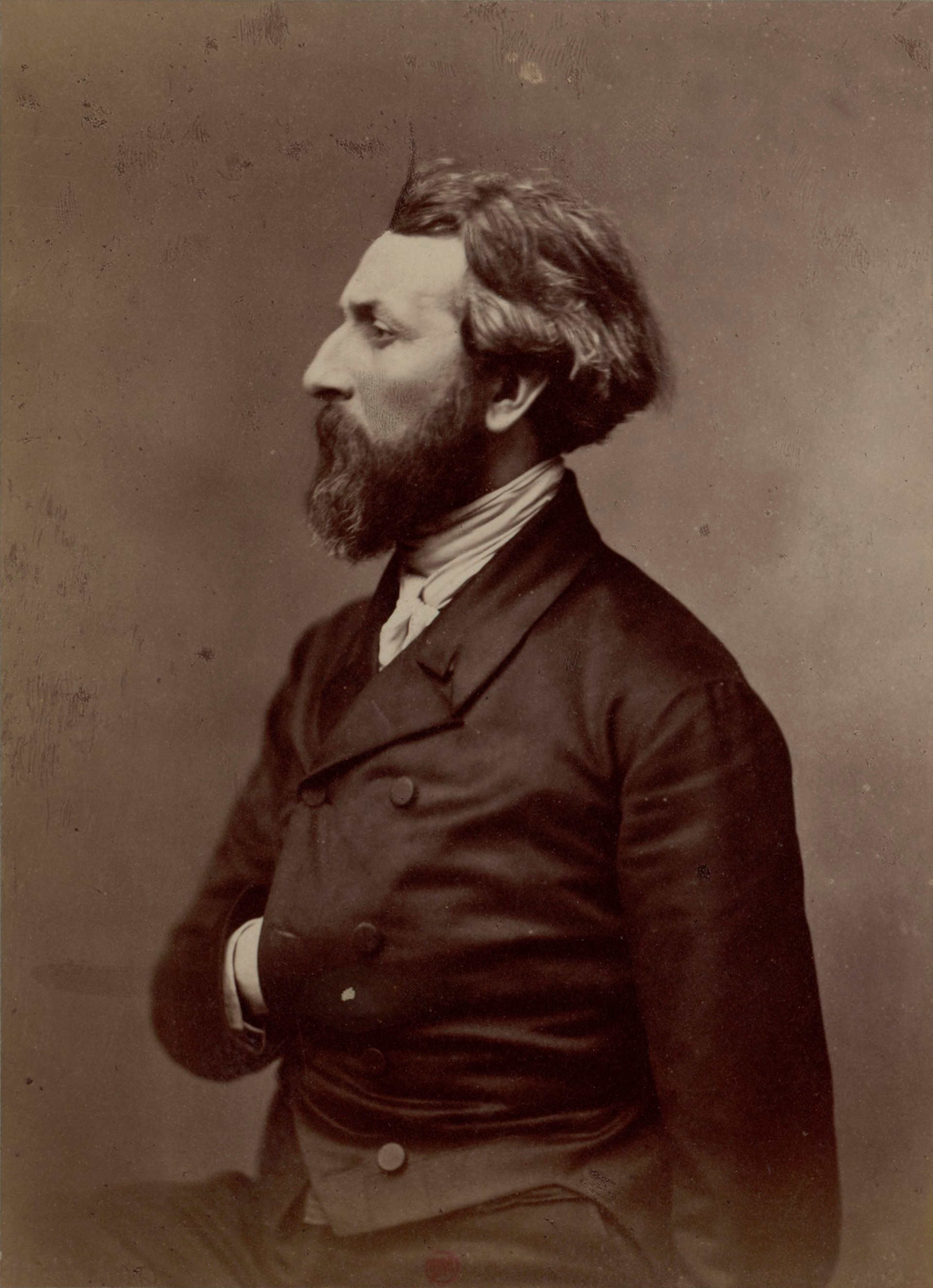
Pierre-Jules Hetzel

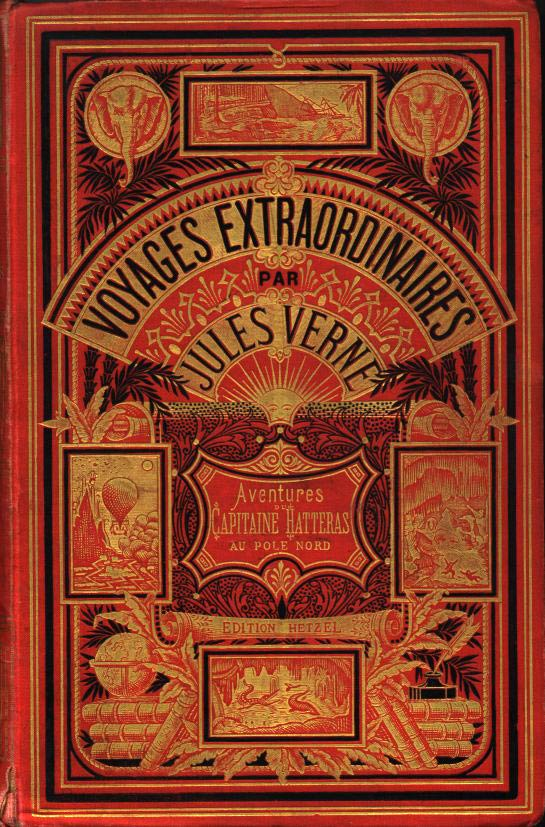
Bìa đặc trưng của tuyển tập những chuyến du hành kỳ thú - do Hetzel xuất bản - Cuốn thứ 8 - Les Aventures du Capitaine Hatteras au Pôle Nord

Pierre-Jules Hetzel (15 tháng 1 năm 1814 – 17 tháng 3 năm 1886) là một người biên tập và xuất bản sách. Ông được biết đến nhiều vì những ấn bản minh họa các tác phẩm của Jules Verne ngày nay được giới sưu tầm đánh giá rất cao.

## Tiểu sử
Sinh ra ở Chartres, Eure-et-Loir, Hetzel học luật ở Strasbourg, và thành lập một công ty xuất bản vào năm 1837. Ông xuất bản tác phẩm của Honoré de Balzac - cuốn Comédie humaine bắt đầu xuất hiện vào năm 1841, và của Victor Hugo và Émile Zola. Năm 1843, ông thành lập tạp chí Nouveau des enfants ("Tạp chí dành cho trẻ em mới").
Hetzel là một người thuộc phe cộng hòa, và vào năm 1848, ông trở thành chánh văn phòng của Alphonse de Lamartine (lúc đó là bộ trưởng Bộ Ngoại giao), và sau đó là bộ trưởng Hải quân. Ông tự lưu vong ở Bỉ sau cuộc đảo chính mở ra Đệ nhị đế chế Pháp, và ở đó ông tiếp tục các hoạt động chính trị và biên tập của mình, đặc biệt là việc bí mật xuất bản Les Châtiments của Victor Hugo, một cuốn sách nhỏ gay gắt chống lại Đệ nhị đế chế Pháp.
Khi chế độ chính trị thay đổi ở Pháp, ông về nước và xuất bản Proudhon và Baudelaire. Một ấn bản quan trọng của những câu chuyện do Charles Perrault sáng tác, được minh họa bởi Gustave Doré. Ông thành lập Bibliothèque illustrée des Familles ("Thư viện Minh họa Gia đình"), được đổi tên thành Le Magasin d'éducation et de récréation ("Tạp chí Giáo dục và Giải trí") vào năm 1864. Mục tiêu của ông là cộng tác với các nhà khoa học, tác giả và họa sĩ minh họa để tạo ra các tác phẩm giáo dục cho cả gia đình.
Sự nổi tiếng của Hetzel chủ yếu đến từ các ấn bản của ông về Những chuyến du hành kỳ thú của Jules Verne. Những câu chuyện ban đầu được xuất bản thành các chương hai tuần một lần dưới dạng một phần trong tạp chí. Sau khi tất cả các chương của một câu chuyện được in, câu chuyện sẽ xuất bản dưới dạng sách. Thông thường, sách sẽ ra mắt cuối năm để có thể được mua làm quà Giáng sinh cho trẻ em. Ban đầu, có ba dạng ấn bản: một là dạng tiết kiệm, không có hình minh họa; một số khác ở khổ nhỏ, với một vài hình ảnh minh họa; và định dạng in-octavo lớn hơn và được minh họa phong phú. Đây là ấn bản cuối cùng hiện đang rất phổ biến trong giới sưu tầm sách.
Hetzel đã khám phá ra Jules Verne, nhưng các học giả vẫn còn tranh cãi xem Hetzel đã "tạo ra" Verne ở mức độ nào, hay liệu chính Verne có phải là người đã "tạo nên" sự nghiệp xuất bản của Hetzel hay không. Mỗi bên đều được hưởng lợi từ bên kia, và mối quan hệ của họ vượt ra ngoài mối quan hệ giữa tác giả và nhà xuất bản.
Hetzel từ chối bản thảo viết năm 1863 của Verne về Paris trong thế kỷ 20 vì ông cho rằng nó trình bày một tầm nhìn về tương lai quá tiêu cực và khó tin đối với khán giả đương thời, mặc dù đối với nhiều học giả ngày nay, câu chuyện này rất chính xác trong những dự đoán của nó. Verne đã đóng bản thảo lại và không viết những câu chuyện tương lai nữa. Cuốn này sau đó được xuất bản tại Pháp năm 1994.
Hetzel là một người vô thần. Ông sáng tác dưới bút danh P.-J. Stahl, ông là tác giả của nhiều truyện cho thiếu nhi và thanh niên.
Hetzel qua đời ở Monte Carlo năm 1886. Sau khi Hetzel qua đời, công việc kinh doanh xuất bản được giao cho con trai ông và sau đó được Hachette mua lại vào năm 1914.

## Gia đình

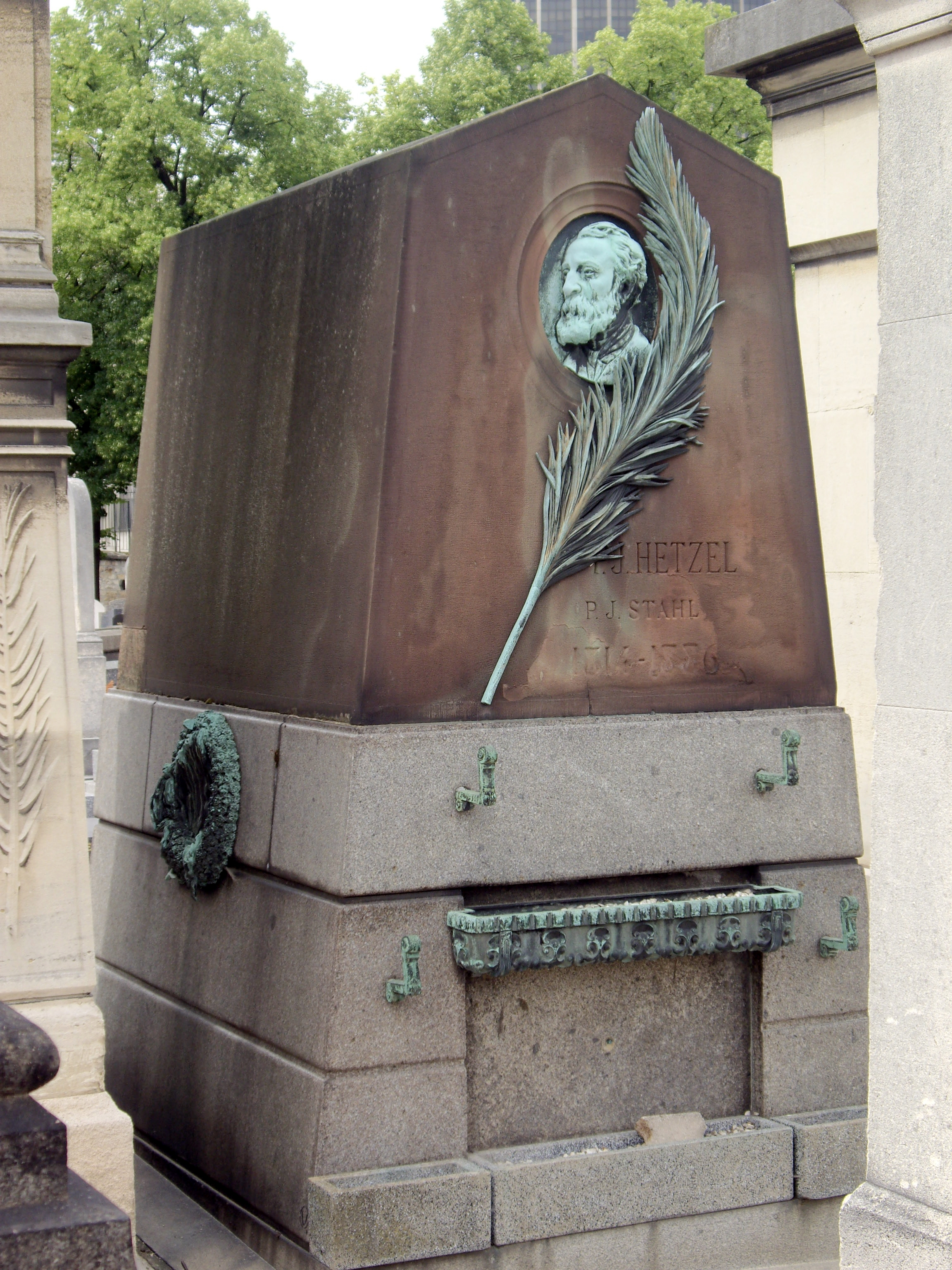
Mộ của Pierre-Jules Hetzel tại nghĩa trang Montparnasse

Cha của Pierre-Jules Hetzel là Jean Jacques Hetzel, sinh ngày 31 tháng 3 năm 1781 tại Strasbourg (Bas-Rhin), xuất thân từ một gia đình theo đạo Tin lành Alsatian lâu đời, là bậc thầy đóng yên ngựa trong trung đoàn 1 ngựa thương nhẹ, đóng tại Chartres. Ông qua đời tại thành phố này vào ngày 23 tháng 9 năm 1852.
Mẹ của ông, Louise Jacqueline Chevallier, sinh ngày 2 tháng 10 năm 1777 tại Mamers, là một nữ hộ sinh tại Hôtel-Dieu ở thành phố này. Bà mất tại đó vào ngày 19 tháng 7 năm 1859. Cha mẹ ông kết hôn ở Chartres vào ngày 28 tháng 4 năm 1813.
Tuy gia đình theo đạo Tin lành, nhưng bản thân Hetzel là người vô thần. "Một số nhà viết tiểu sử đã nhấn mạnh thực tế dù là một người vô thần, nhưng ông luôn thúc ép Jules Verne đưa nhiều giá trị gia đình hơn vào các câu chuyện của mình - theo sở thích của Cơ đốc giáo - để thúc đẩy thành công thương mại của chúng với đa số độc giả.
Vợ của ông là bà Catherine Sophie Quirin Fischer sinh ngày 2 tháng 6 năm 1816 tại Strasbourg và mất ngày 3 tháng 7 năm 1891 tại Sèvres (số 2 rue des Charrons). Hai ông bà kết hôn vào ngày 13 tháng 10 năm 1852 tại quận 1, Paris. Họ có 2 người con: Marie-Julie, sinh ngày 5 tháng 1 năm 1840 tại Paris và mất ngày 9 tháng 3 năm 1853 tại Brussels, và Louis-Jules Hetzel, sinh ngày 8 tháng 11 năm 1847 tại Paris, quận 2 và mất ngày 6 tháng 12 năm 1930 tại Paris.